# Surikat
Surikat (Suricata suricatta) är ett litet däggdjur som lever i sydvästra Afrika, i Kalahariöknen i Botswana, i Namiböknen i Namibia och Angola samt i Sydafrika. Det tillhör rovdjursfamiljen manguster.

## Utseende
Surikater tillhör de mindre mangusterna. Kroppens längd är mellan 25 och 35 centimeter och till detta kommer en cirka 20–25 centimeter lång, smal svans med kort, slät päls och vanligen en svart spets. Pälsens färg är beroende på geografisk form grå, beige eller brunaktig. Från ryggraden till sidorna finns ett antal mörka tvärstreck, men dessa finns inte på huvudet och svansen. Buksidan har endast gles päls. Runt ögonen förekommer svartaktig päls. Vid främre extremiteterna har surikater tydligt långa klor som används för att gräva i sanden.
Vikten uppskattas till mellan 620 och 960 g.

## Ekologi
Surikater är mycket sociala djur som lever i kolonier med upp till 30 individer, omfattande upp till 3 familjegrupper. Varje grupp består av ett dominant föräldrapar och deras avkomma. De kan själva gräva sina bon, men utnyttjar också bon av jordekorrar och gul mangust. Medan de andra flockmedlemmarna arbetar, agerar någon som vakt och håller utkik efter fiender för att varna gruppen vid fara. Uppgiften att hålla vakt växlar bland individerna i gruppen. Modern kan även ge ett alarmskall för att samla ungarna kring sig.
Surikater är aktiva på dagen. Under natten och även under regnrika dagar samt under middagshettan gömmer de sig i boet.
Surikater håller ihop och skyddar varandra. Individer utan egna ungar agerar ofta barnvakt.

### Föda
En stor del av födan består av insekter och andra leddjur; därtill kommer mindre fåglar, reptiler och även växtmaterial. Äldre individer matar ofta ungarna. En undersökning från 1994 visade att dieten hos de undersökta djuren bestod av  82 % insekter, 7 % spindeldjur, 6 % mångfotingar, 2 % reptiler och 2 % fåglar.

### Fortplantning
En kull omfattar i regel tre till fyra ungar. Dräktigheten ligger i genomsnitt vid 77 dagar, alltså omkring elva veckor. Vid födseln är ungarnas ögon och öron slutna. Dessa öppnas först efter 10 till 14 dagar. Ungarna diar modern i mellan 7 och 9 veckor, och efter ungefär ett år är ungarna könsmogna. Honan får dock oftast inte sin första kull förrän vid två års ålder. Surikater kan föda ungar upp till tre gånger per år.
I fångenskap har arten blivit 12 år medan vilda individer normalt blir mellan 5 och 15 år.

## Utbredning
Surikaten förekommer i öknar i Namibia, Angola, Botswana och Sydafrika samt i även Zimbabwe och Moçambique. Den lever främst i torra ökenliknande områden samt omgivande grässlätter och savanner.

## Övrigt
I Sydafrika finns personer som ogillar surikater. Artens byggande förstör ibland jordbruksmark. Arten kan även sällsynt överföra rabies till människor. Den är dock inte hotad.
Figuren Timon i filmen Lejonkungen är en surikat.
Vill man se surikater i Sverige kan man besöka Ystad Djurpark, Ölands Djurpark, Gotlands Djurpark, Tropikariet i Helsingborg, Parken Zoo i Eskilstuna, Skansen i Stockholm, Blekinge Exotiska Värld i Karlshamn eller Kolmårdens djurpark utanför Norrköping.

## Galleri

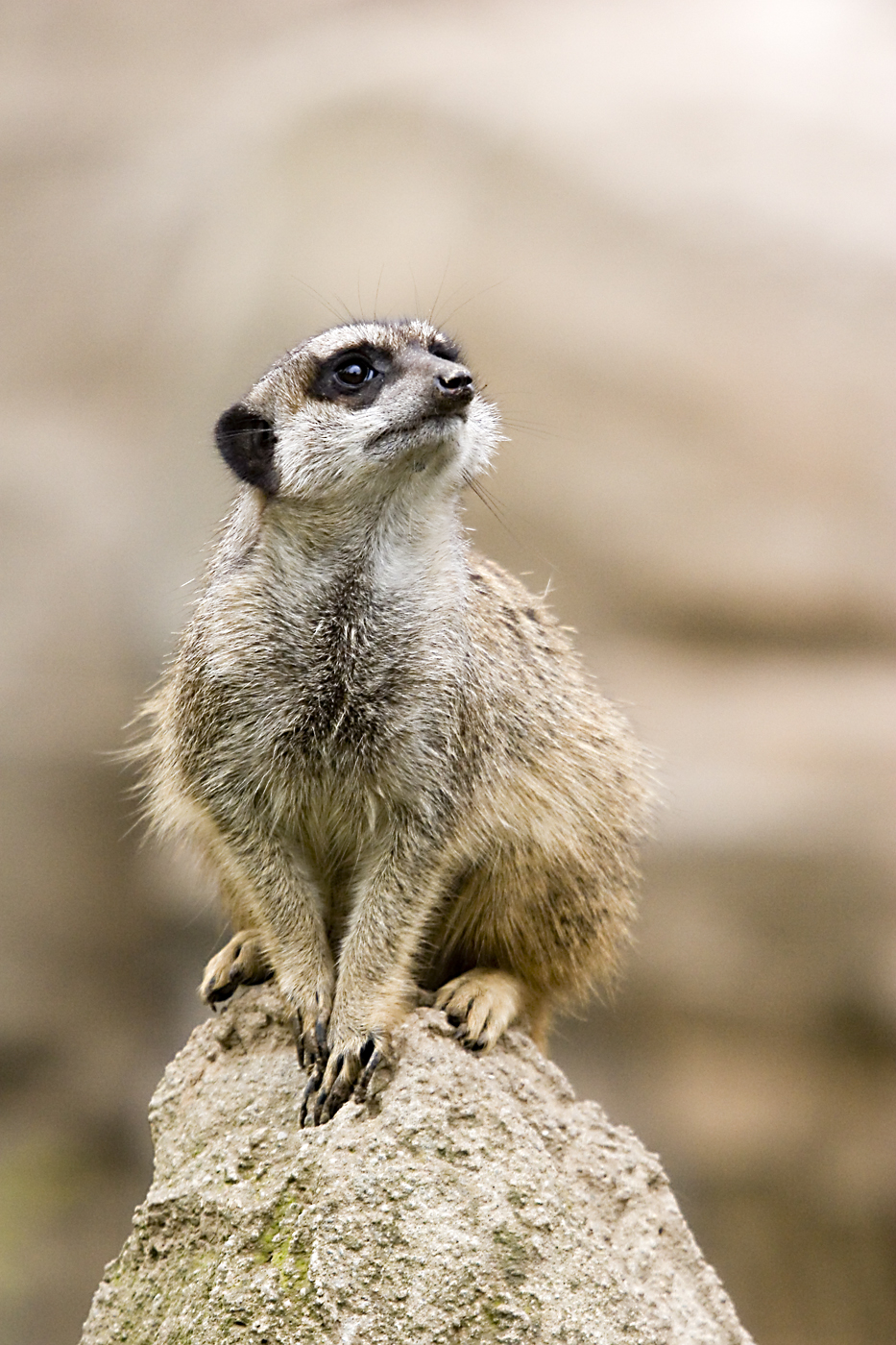
En surikat
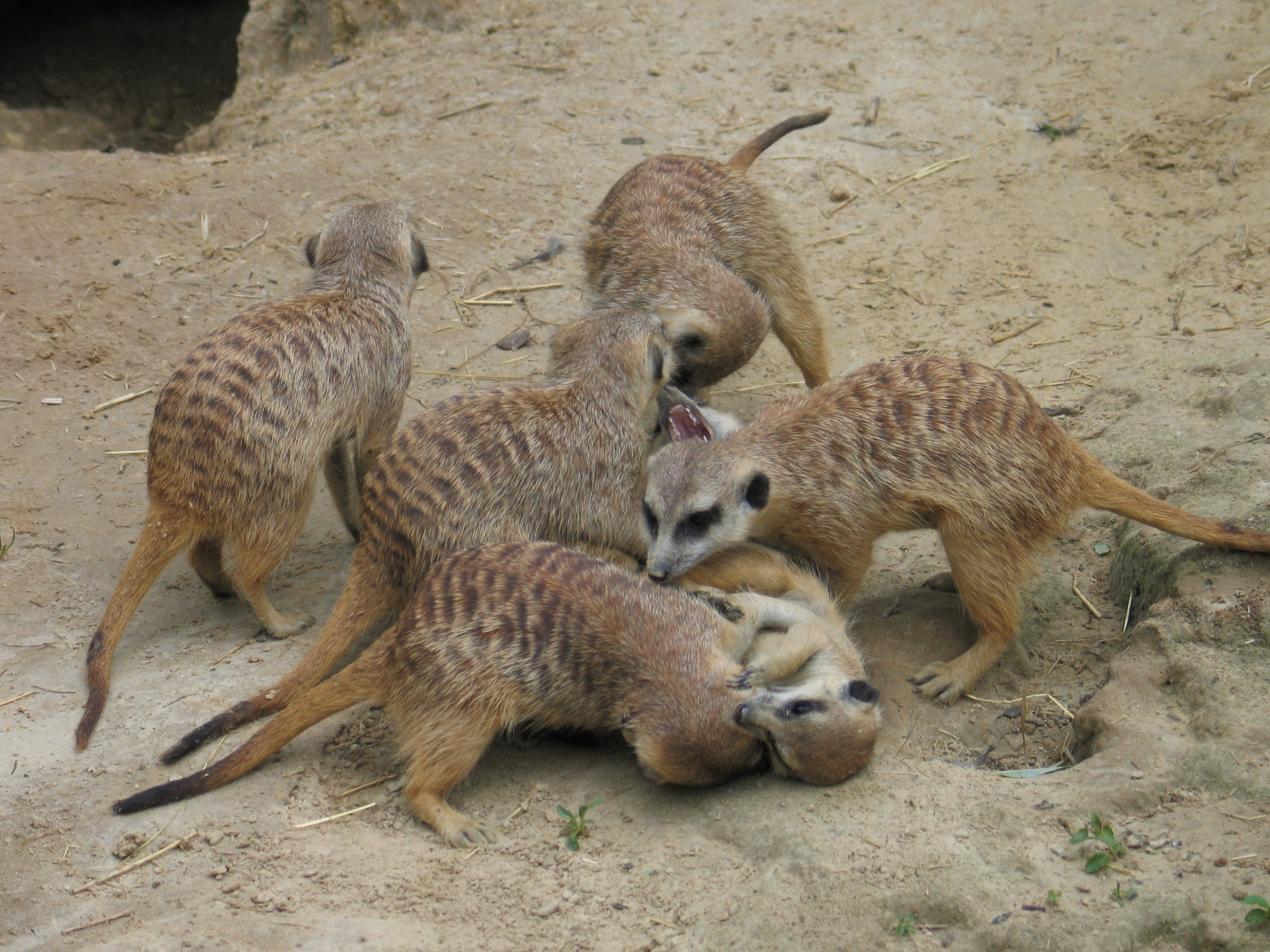
En grupp surikater
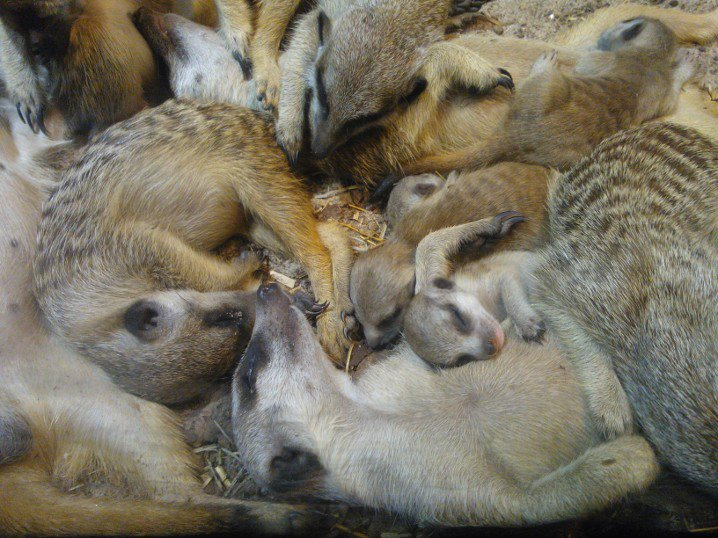
Surikater med ungar i Tropicarium Kolmården
- Surikater i djurparken Disney's Animal Kingdom.